# 鹿児島県立吉野公園

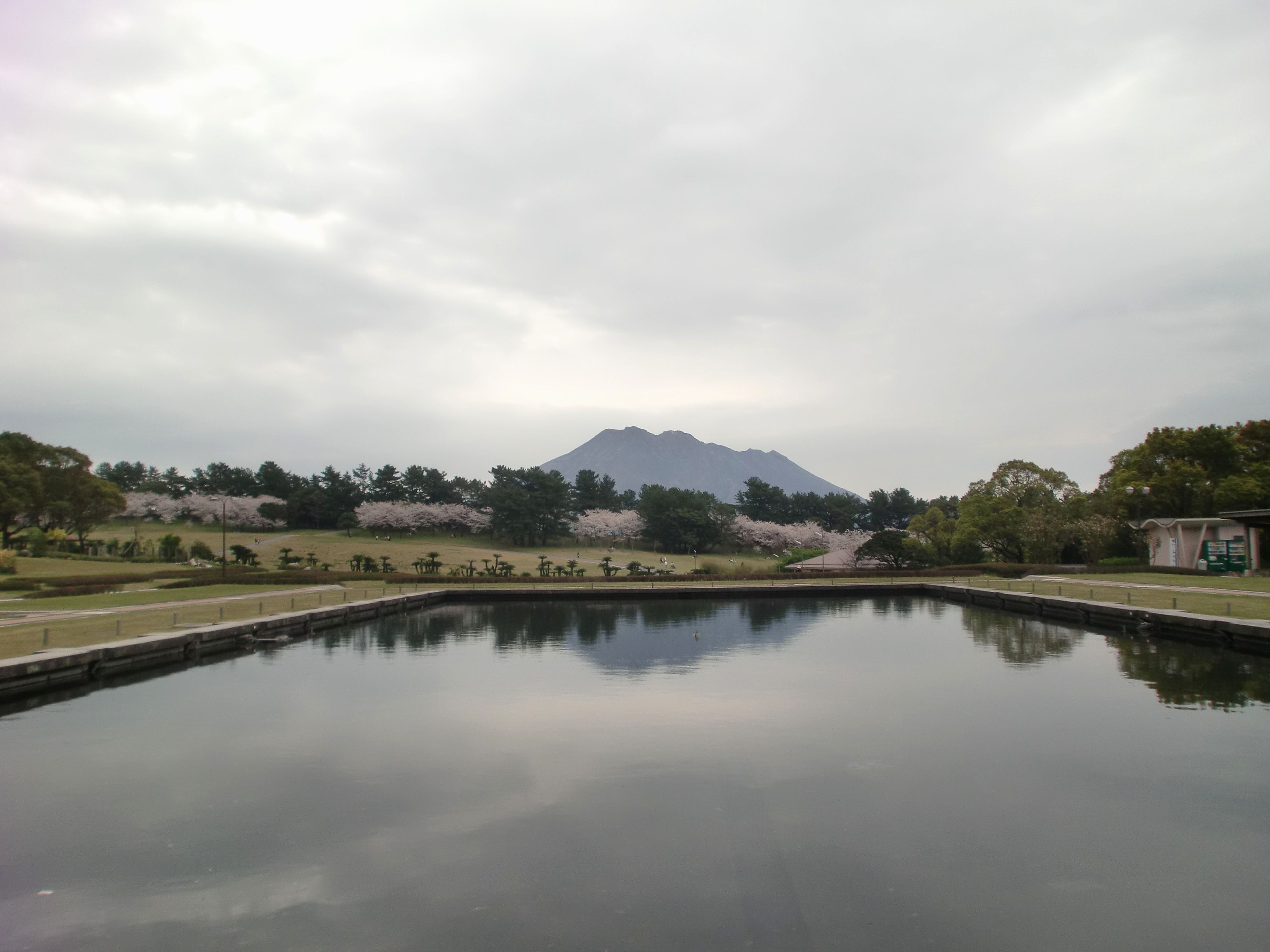
公園中央部から望む桜島

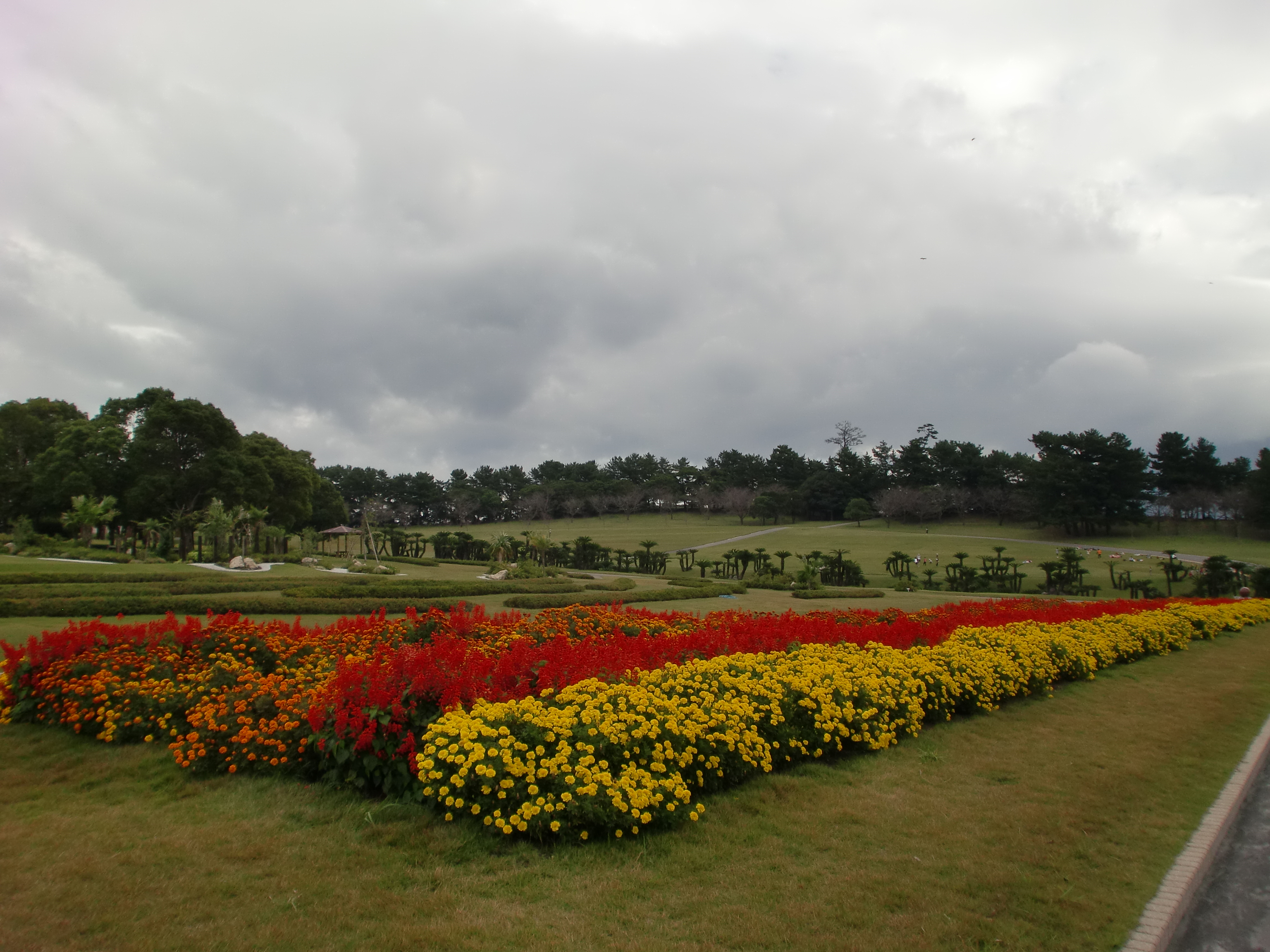
園内

鹿児島県立吉野公園（かごしまけんりつよしのこうえん）は、鹿児島県鹿児島市吉野町にある都市公園である。

## 概要
鹿児島県民の休養やレクリエーション等の利用を目的とし、1964年（昭和39年）から約8年にわたり県の都市計画事業により整備した都市公園である。
鹿児島市天文館付近から北東に約8キロメートル地点の標高234メートル程ある台地に位置する。展望台からは錦江湾を隔てて、桜島や霧島連山、開聞岳を眺望できる。

## 植樹
樹木は約140種、7万本が植栽されている。正面広場を通り沈床花壇を中心にツバキが列植され、噴水周辺に4万本ほど群植されているツツジは4月初旬には鮮やかな色模様が楽しめる。
南国ムード豊かなソテツ園や桜郡植園などもある。

## 沿革
- 1970年（昭和45年）5月16日 - 開園[3]。
- 1989年（平成元年） - 都市公園100選の一つに選定。
- 2011年（平成23年） - 当公園がメイン会場となり第28回・全国都市緑化フェア「花かごしま2011」が開催[注釈 2]。

## 施設
- 桜苑 - 2室の和室の多目的ホールとお茶会専用の茶室がある。
- 運動芝生広場 - 野球やサッカーなどを行う広場。
- 大芝生広場
- 湾岸展望台
- 展示館
- タブの木広場
- 日本庭園
- 花時計
- 噴水
- 児童広場